# Pahlawan (Siantar Timur)
Pahlawan is een bestuurslaag in het regentschap Pematang Siantar van de provincie Noord-Sumatra, Indonesië. Pahlawan telt 2390 inwoners (volkstelling 2010).